# Centre en route de la navigation aérienne Sud-Est
 (mars 2019).
Si vous disposez d'ouvrages ou d'articles de référence ou si vous connaissez des sites web de qualité traitant du thème abordé ici, merci de compléter l'article en donnant les références utiles à sa vérifiabilité et en les liant à la section « Notes et références ».

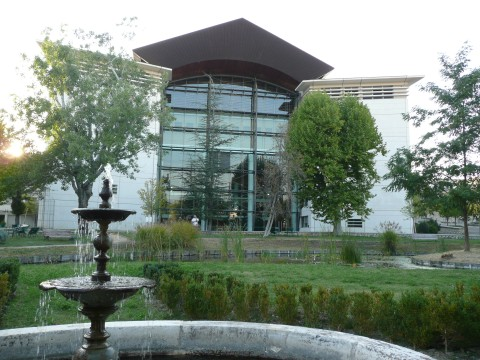
Le nouveau CRNA Sud-Est en 2008.

Le CRNA Sud-Est (Centre en route de la navigation aérienne) est situé à Aix-en-Provence. Il est le 2e Centre en route de la navigation aérienne en France après le CRNA Nord d'Athis-Mons. Le centre emploie près de 630 employés dont 460 sont des contrôleurs aériens.

## 1947-1949: création du centre en route
À Aix-en-Provence, les militaires français prennent la succession de la Royal Air Force présente depuis le départ des  troupes allemandes. Ils mettent leurs moyens techniques au service de l'aviation civile. Le centre de contrôle régional sud-est s'implante définitivement en 1947.
Quelques « anciens d'Amérique » (anciens pilotes formés aux États-Unis et démobilisés) auxquels on adjoint une dizaine de personnes recrutées localement composent le personnel d'alors.
La salle de contrôle est tapissée de panneaux de verre sur lesquels sont inscrits les plans de vol transmis téléphoniquement par les opérateurs radios de Marignane. Ces derniers « trafiquent » en morse avec les avions, c'est la grande époque du code Q. La phonie n'est pas encore née et les contacts directs entre les contrôleurs et les avions n'existent donc pas. 
Le tableau de progression des vols, le stripping[Quoi ?] et le plotting[Quoi ?], issus du système américain, sont adoptés pour leur complémentarité. La séparation des aéronefs en vols se fait par le contrôle aux procédures : espacement horaire entre les avions en fonction de leurs vitesses, niveaux de vols et sens de progression des appareils.
En 1949, l'effectif opérationnel du centre s'élève à trente contrôleurs (huit de jour et deux de nuit, en permanence) qui écoulent 200 mouvements IFR par jour.

## 1950-1959: le démarrage de l'exploitation
Les années 1950 voient l'apparition dans le ciel civil d'un nouveau type d'avions, les avions pressurisés à turbopropulseurs. Le respect des routes aériennes balisées rend difficile la détection des conflits par plotting. Celui-ci est donc abandonné. À partir de 1952 les premiers avions à turboréacteurs apparaissent avec le tout premier, le De Havilland Comet (mis en service le 22 janvier 1952) ainsi que la Caravelle SE210 (mise en service le 27 mai 1955), le Boeing 707 (mis en service le 26 octobre 1958) et le Douglas DC-8 (mis en service le 18 septembre 1959). Ces premiers avions à réaction empruntent l'espace aérien supérieur jusque-là réservé aux militaires.
L'effectif du CRNA double et le nombre de fréquences de radio passe à quatre. Depuis le décret 49-1205 du 28 août 1949 créant l'École nationale de l'aviation civile, les contrôleurs sont formés à Orly, avant que l'école ne soit transférée à Toulouse.